# Myra (Vorname)
Myra ist ein weiblicher Vorname.

## Herkunft und Bedeutung
Der Name Myra ist eine Schöpfung des englischen Dichters Fulke Greville (1554–1628). Es existieren verschiedene Thesen zur Herleitung:
- Anagramm des Namens Mary[1][2][3]
- Verbindung zu lateinisch Myrrha „Myrrhe, Salbe“[1][2][3]
- Variante von Mira[2]
- Anglisierte Form von Mairéad:[2] „Perle“
- Weibliche Variante von Myron[2]
- Schwedisch: „Ameise“[2]

## Verteilung
Die folgende Tabelle gibt einen detaillierten Überblick über die Beliebtheit des weiblichen Vornamens Myra und Varianten davon in einigen Ländern, in denen Statistiken verfügbar sind.
| Land           | Namensform | Anzahl Frauen       | Prozentsatz Frauen | Ranking Frauen | Anzahl Mädchen | Prozentsatz Mädchen | Ranking Mädchen |
| -------------- | ---------- | ------------------- | ------------------ | -------------- | -------------- | ------------------- | --------------- |
| St. Lucia      | Myra       | (2005)              | das. 0,4 %         | das. 4 .       |                |                     |                 |
| Honduras       | Maira      |                     |                    |                | (2010)         |                     | 9.              |
| Indien         | Myra       |                     |                    |                | (2012)         |                     | 12.             |
| Ecuador        | Maira      | 20 664 (2013)       | 0,3 %              | 24 .           |                |                     |                 |
| Indien         | Maira      |                     |                    |                | (2012)         |                     | 25.             |
| Zimbabwe       | Moira      | (2012)              | das. 0,4 %         | das. 32 .      |                |                     |                 |
| Nicaragua      | Maira      | 7 128 (2003)        | 0,2 %              | 33 .           |                |                     |                 |
| Kolumbien      | Maira      | (2010)              | das. 0,3 %         | 50 .           |                |                     |                 |
| Argentinien    | Maira      | (2005)              | das. 0,3 %         | 91 .           |                |                     |                 |
| Südafrika      | Moira      | das. 100.000 (2012) | das. 0,6 %         | das. 93 .      |                |                     |                 |
| Philippinen    | Myra       | das. 80.000 (2012)  | das. 0,2 %         | das. 169 .     |                |                     |                 |
| Großbritannien | Moira      | das. 40.000 (2005)  | das. 0,1 %         | das. 187 .     |                |                     |                 |
| Großbritannien | Myra       | das. 30.000 (2005)  | das. 0,08 %        | das. 225 .     |                |                     |                 |
| Deutschland    | Maira      |                     |                    |                | (2012)         |                     | 324.            |
| USA            | Myra       | 60 386 (1990)       | 0,04 %             | 385 .          |                |                     |                 |
| Deutschland    | Maira      |                     |                    |                | (2012)         |                     | 420.            |
| Schweden       | Myra       |                     |                    |                | 13 (2012)      | 0,03 %              | 472.            |
| Niederlande    | Maira      |                     |                    |                | 26 (2007)      | 0,03 %              | 512.            |
| USA            | Maira      | 27 174 (1990)       | 0,02 %             | 635 .          |                |                     |                 |
| Niederlande    | Myra       |                     |                    |                | 15 (2007)      | 0,02 %              | 806.            |
| Niederlande    | Moira      |                     |                    |                | 14 (2007)      | 0,02 %              | 846.            |

## Namensträgerinnen
- Myra Bennett (1890–1990), kanadische Krankenschwester und Hebamme
- Myra Çakan (* 19??), deutsche Cyberpunk-Autorin und Journalistin
- Myra Frances (1943–2021), britische Schauspielerin
- Myra Hess (1890–1965), britische Pianistin
- Myra Hindley (1942–2002), englische Serienmörderin
- Myra J. Hird (* 1950), kanadische Soziologin
- Myra Gale Lewis (* 1944), US-amerikanische Autorin und Großcousine sowie Ehefrau des Sängers Jerry Lee Lewis
- Myra Marx Ferree (* 1949), US-amerikanische Soziologin, bekannte Vertreterin der Gender Studies
- Myra Maud (* ≈1981), französische Sängerin und Schauspielerin
- Myra Melford (* 1957), US-amerikanische Jazzpianistin und -komponistin
- Myra Nimmo (* 1954), britische Weitspringerin, Fünfkämpferin und Hürdenläuferin
- Myra Sadd Brown (1872–1938), englisch-britische Suffragette und Internationalistin
- Myra Taylor (1917–2011), US-amerikanische Jazzsängerin, Songwriterin und Schauspielerin
- Myra Warhaftig (1930–2008), deutsch-israelische Architektin, Bauhistorikerin und Schriftstellerin

## Künstlername
- Myra (Sängerin) (* 1986  als Mayra Carol Ambria Quintana), US-amerikanische Sängerin mexikanischer Herkunft